# Чэмберс, Кристина
Кристина Чэмберс (англ. Christina Chambers; род. 24 октября 1969, Алегзандрия, Виргиния) — американская актриса мыльных опер. Она, в основном, известна по роли Марии Торрес в дневной мыльной опере NBC «Любовь и тайны Сансет Бич», где она снималась с 1998 по 1999 год.
В 2001 году Чэмберс сыграла злодейку в недолго просуществовавшей мыльной опере MTV Spyder Games. В 2000-х она непродолжительно снималась в «Как вращается мир» (сменяя Лесли Кэй в роли Молли Колан) и «Одна жизнь, чтобы жить» (замена для Сьюзан Хэскелл). Вне мыльных опер, Чэмберс сыграла Жаклин Смит в телефильме «История Ангелов Чарли» (2004). Также она появилась в эпизодах «C.S.I.: Место преступления», «Паркеры», «Два с половиной человека», «Сильное лекарство» и «Кости».

## Мыльные оперы
- Любовь и тайны Сансет Бич (1998—1999)
- Spyder Games (2001)
- Как вращается мир (2004)
- Одна жизнь, чтобы жить (2006—2007)